# 冠山 (松山市)
冠山（かんむりやま）は、愛媛県松山市の道後温泉にある小高い山。

## 概要
道後温泉本館の南隣に位置し、一角には道後温泉を祭る「湯神社」や菓子の神様である「中嶋神社」がある。山頂は均され、道後温泉本館と椿の湯の利用者向けの市営有料駐車場となっている。冠山北側には車道があり、駐車場を利用する車はこちらから出入りする。このほか、道後温泉の湯を本館や近隣の旅館・ホテルに配分する分湯場兼市の温泉事務所がある。本館及び椿の湯の利用者は一時間まで無料（施設内及び冠山の事務所に刻印器が設置されている）。
南側は、湯神社への表口で石の階段がある。その下の道は伊佐爾波神社の参道となっている。
山腹は深い緑に覆われており、憩いの空間となっている。かつては冠山に温泉保養レジャー施設「温泉センター」があったが、坪内寿夫オーナーの奥道後温泉との競合などにより次第に振るわなくなり、閉鎖、取り壊された。
2019年、遊歩道に足湯も備えた休憩スペース「空の散歩道」がオープンした。この施設は、道後温泉本館改修工事のビューポイントとする狙いがあると報じられている。